# Hineomyia setigera
Hineomyia setigera là một loài ruồi trong họ Tachinidae.